# Liste des séries télévisées Mario

La liste des séries télévisées Mario répertorie les séries télévisées produites sur la franchise Mario de Nintendo.

## Séries d'animation
- Saturday Supercade (1983-85)
- Super Mario Bros. (1989)
- King Koopa's Kool Kartoons (1989-90)
- Les Aventures de Super Mario Bros. 3 (1990)
- Super Mario World (1991-92)
- The Super Mario Challenge (1991-92)

## Anime
- Amada Anime Série : Super Mario Bros. (1989)